# Gloire (1803)
La Gloire fue una fragata de 44 cañones de la Marina Francesa.

## Historia operacional
La fragata tomó parte en la Expedición en el Atlántico de 1805 de Zacharie Allemand (Comandante de la Escuadra de Rochefort).
El 18 de julio, capturó e incendió un cúter prusiano para mantener el secreto de los movimientos de la escuadra, a pesar de la neutralidad de Prusia en aquellos momentos. Al día siguiente, junto a la fragata Armide, capturó e incendió el aviso de 16 cañones HMS Ranger. 
En un combate conocido como la Acción del 25 de septiembre de 1806, las fragatas Gloire, Armide, Minerve y Infatigable fueron capturadas por un escuadrón inglés de 3 navíos de línea al mando de Sir Samuel Hood. 
La Gloire fue incorporada al servicio británico como HMS Gloire, y, finalmente desguazada en 1812.